# Ganbare Goemon 2: Kiteretsu Shōgun Magginesu
Ganbare Goemon 2 is een videospel voor het platform Super Nintendo Entertainment System (SNES). Het spel werd uitgebracht in 1993.